# Velarde Club de Fútbol
El Velarde Club de Fútbol (también llamado Velarde Camargo C. F.) es un club de fútbol de Muriedas (Camargo, Cantabria, España). 
Entre sus logros destaca el título de campeón de Tercera División Española en la temporada 2002-03, la Copa Real Federación Española de Fútbol (fase autonómica de Cantabria) en 2004, la Copa Federación Cántabra en 2022, la disputa de la fase de ascenso a Segunda B en las temporadas 1996-97, 2002-03, 2003-04 y la clasificación para disputar la primera ronda del Campeonato de España - Copa de S.M. El Rey en 2022, enfrentándose al Sevilla Fútbol Club.
El Velarde Club de Fútbol es uno de los equipos con más solera en el fútbol cántabro, y cuenta con una de las mayores canteras de fútbol base de la comunidad de Cantabria, con más de 350 jugadores federados.

## Instalaciones deportivas
La Maruca es un complejo deportivo municipal donde se encuentran los campos de entrenamiento y competición de las distintas categorías de fútbol, además de la sede del club. Se encuentra situado en Muriedas que es la capital del municipio de Camargo, en Cantabria. La localidad está situada a 7 kilómetros de Santander. A escasos 2 kilómetros se encuentra el aeropuerto de Santander, que está situado en Maliaño. 
El complejo deportivo fue inaugurado en 1998 y dispone de campo de fútbol de césped natural con graderío en tribuna para 1600 espectadores, campo de fútbol de césped artificial, pista de atletismo, sala de musculación, 2 pistas de pádel cubiertas, 4 vestuarios colectivos, vestuarios de árbitros, lavanderia, aseos, estacionamiento y cafetería.
El estadio camargués ha acogido partidos de nivel nacional e internacional, a destacar una fase clasificatoria al Europeo Sub-21, enfrentándose España vs Bélgica el 8 de octubre de 2004, que terminó en empate a dos. 

## Historia
- Temporadas en 1ª: 0
- Temporadas en 2ª: 0
- Temporadas en 2ªB: 0
- Temporadas en 3ª: 21 (1988-89, 1993-94 a 2008-09, 2015-18, 2023-24)
- Participaciones en Copa S.M. El Rey: 2

El Velarde se fundó en 1967, aunque hay quien considera que lo que ocurrió en 1967 fue una refundación de la SD Maliaño (club fundado en 1928). Su primer ascenso a categoría nacional lo logra en la temporada 1987-88, pero en su primera temporada en tercera división española acaba descendiendo de categoría. En la temporada 1992-93 recupera la categoría perdida, que mantiene hasta la temporada 2008-09, en la que el club se ve abocado nuevamente al descenso. En el año 2015 asciende de nuevo a la tercera división española. Entremedias el Velarde se proclamó campeón de tercera división española en la temporada 2002-03, campeón de la Copa Real Federación Española de Fútbol (fase autonómica de Cantabria) en 2004, campeón de la Copa Federación Cántabra de Fútbol en 2022 y disputó la fase de ascenso a Segunda B en las temporadas 1996-97, 2002-03 y 2003-04, en todas ellas sin éxito.
En 2022 se clasificó para disputar la Copa de S.M. El Rey 2022/23, se enfrentó en la Fase Previa al Turégano CF de Segovia, venciendo en ¨La Maruca¨ (1-0) y clasificándose para la siguiente eliminatoria. En la siguiente ronda, primera ronda de Copa de S.M. El Rey se enfrentó al Sevilla Fútbol Club con resultado 0-2 a favor del conjunto sevillano, el partido se disputó en el estadio municipal de la Maruca ante unos 4.000 espectadores.
VELARDE, el club que honra al héroe de la Guerra de la Independencia.
El club toma el nombre del héroe de la Guerra de Independencia, el militar Pedro Velarde, participante en los hechos del 2 de mayo en Madrid y natural de Muriedas,nació en la casona-palacio de los Velarde, en Muriedas, en el Valle de Camargo (Cantabria).

## Historial en tercera división

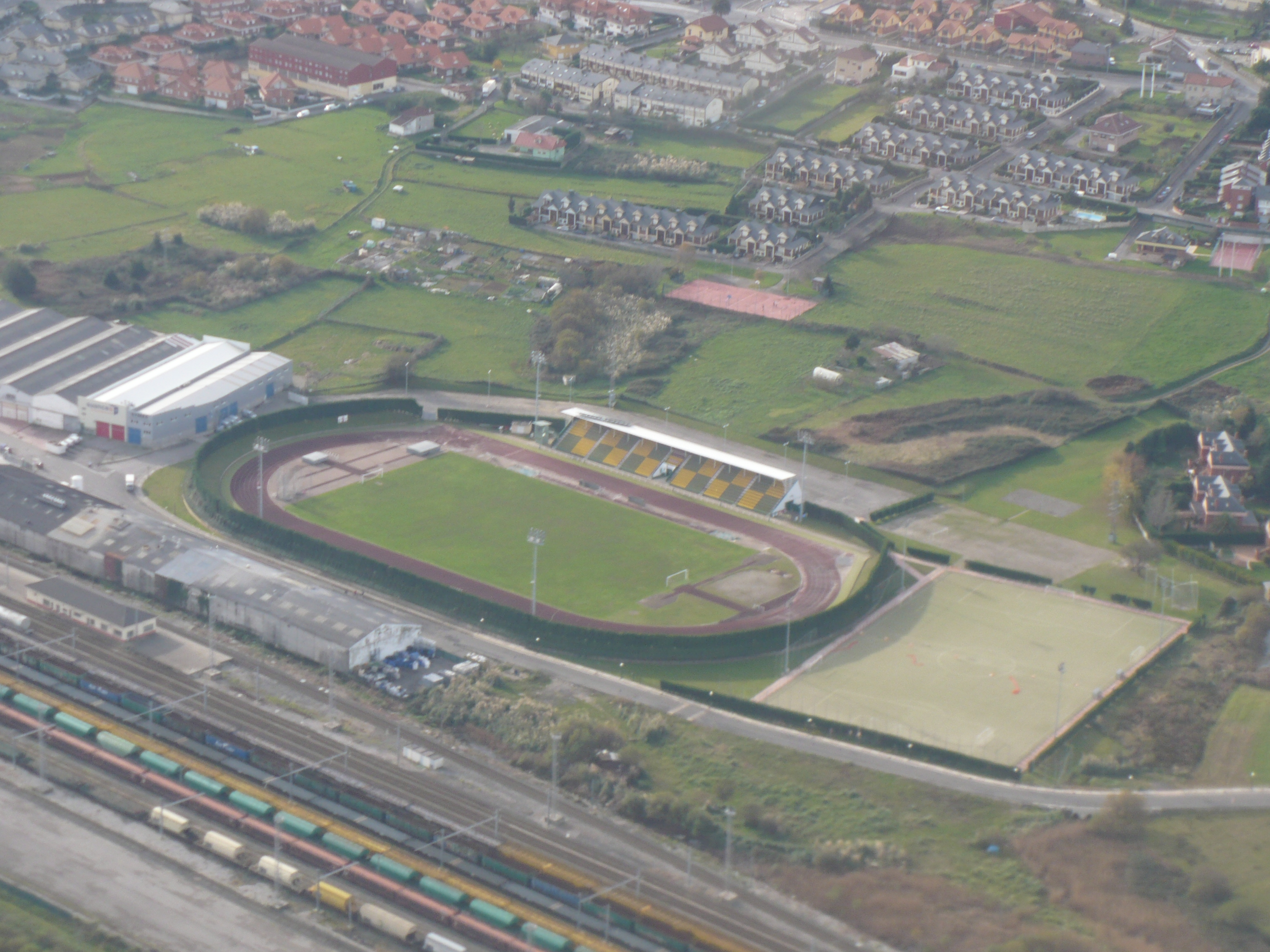
Campo de fútbol de La Maruca, donde juega como local el Velarde.

- Mejor clasificación en Tercera: 1.º (2002-03)
- Peor clasificación en Tercera: 20.º (2008-09)
- Mayor victoria como local (en Tercera): 7-0 (al Castro, 2005-06)
- Mayor victoria como visitante (en Tercera): 1-6 (al Revilla, 1996-97)
- Mayor derrota como local (en Tercera): 0-6 (con Trasmiera, 2006-07 y con Cayón y Reocín 2008-09)
- Mayor derrota como visitante (en Tercera): 7-0 (con el Noja, 2008-09)

## Uniforme
- Primer uniforme: Camiseta roja, pantalón negro y medias rojas.
- Segundo uniforme: Camiseta amarilla, pantalón amarillo y medias amarillas.

## Palmarés
- Tercera División de España (1): 2002-03.
- Fase autonómica de la Copa RFEF (1): 2004-05.
  - Subcampeón de la fase autonómica de la Copa RFEF (1): 2000-01.
- Copa Federación Cántabra de Fútbol FCF (1): 2022.

## Filial
El club mantuvo un equipo filial en los años 80, el Hermic CF, que militó en la segunda regional. En la temporada 1982-83 alcanzó el 7.º puesto en la tabla (a poco del ascenso a primera regional).